# Округ Холт (Небраска)
Холт (енгл. Holt County) је округ у америчкој савезној држави Небраска.

## Демографија
По попису из 2010. године број становника је 10.435, што је 1.116 (-9,7%) становника мање него 2000. године.
| Група             | 2000.          | 2010.          |
| Белци             | 11.377 (98,5%) | 10.021 (96,0%) |
| Афроамериканци    | 4 (0,0%)       | 16 (0,2%)      |
| Азијати           | 21 (0,2%)      | 18 (0,2%)      |
| Хиспаноамериканци | 82 (0,7%)      | 305 (2,9%)     |
| Укупно            | 11.551         | 10.435         |